# Tintange
Tintange (niem. Tintingen, wa. Tîtindje, lb. Tënnen) – dzielnica (section) gminy Fauvillers w Belgii, w Regionie Walońskim, w prowincji Luksemburg, w okręgu Bastogne. 1 stycznia 2020 roku liczyła 363 mieszkańców. Do 31 grudnia 1976 r. samodzielna gmina. 

## Demografia
Liczba mieszkańców, stan na 1 stycznia:
| Rok                | 1930 | 1947 | 1961 | 2020 |
| ------------------ | ---- | ---- | ---- | ---- |
| Liczba mieszkańców | 472  | 392  | 322  | 363  |